# Jaromil Jireš
Jaromil Jireš est un réalisateur et scénariste tchécoslovaque né le 10 décembre 1935 à Bratislava (Tchécoslovaquie) et mort le 26 octobre 2001 à Prague (République tchèque).

## Biographie
Son film de 1963 Le Premier Cri (Krik) est présenté au festival de Cannes de 1964. Ce film est souvent décrit comme le premier film de la tendance Nouvelle Vague tchécoslovaque , un mouvement caractérisé par un humour noir, l'utilisation d'acteurs non-professionnels et un "réalisme art-cinéma".  
Un autre travail notable de Jireš est La Plaisanterie (Zert) (1969), adapté de la nouvelle du même nom de Milan Kundera. Cela raconte l'histoire de Ludvik Jahn, un homme expulsé du Czechoslovakian Communist Party (Parti communiste de Tchécoslovaquie) pour une plaisanterie oisive à sa petite amie, et sa revanche à travers l'adultère. Le film est produit pendant la libéralisation politique du Printemps de Prague de 1968; il contient plusieurs scènes qui font la satire de la direction communiste du pays. Sorti peu après l'invasion de la Tchécoslovaquie par les troupes du Pacte de Varsovie, le film a connu un certain succès en salle avant d'être interdit par les autorités pour une vingtaine d'années. Amos Vogel, un autre cinéaste de New York, décrivit le film comme "[...] l'accusation de totalitarisme la plus bouleversante qui ait jamais été prononcée dans un pays communiste" ("possibly the most shattering indictment of totalitarianism to come out of a Communist country").  
Valérie au pays des merveilles (1970), film dont l'intrigue se passe au début du XIXe siècle, est basé sur une nouvelle de Vítězslav Nezval. Le film raconte le début de l'adolescence et l'éveil à la sexualité d'une fille de l'âge de treize ans.   
Son film The Young Man and Moby Dick de 1979 est présenté au 11e festival du film de Moscou.       
À la suite de la prise de la Tchécoslovaquie par les soviétiques, Jireš continue à travailler dans le pays, réalisant des œuvres moins controversées. En 1971, il réalise My Love to the Swallows, un film sur la Seconde Guerre mondiale à propos d'un résistant tchèque. Son film de 1982 Incomplete Eclipse est présenté durant la 33e Berlinale. Il continue de réaliser des films durant les années 80 et 90, incluant des ballets et des documentaires pour la télévision.       

## Filmographie comme réalisateur

### Longs métrages de cinéma
- 1963 : Le Premier Cri (Krik)
- 1965 : Les Petites Perles au fond de l'eau (Perlicky na dne) - segment Romance
- 1969 : La Plaisanterie (Zert)
- 1970 : Valérie au pays des merveilles (Valerie a týden divu)
- 1972 : Et je salue les hirondelles (...a pozdravuji vlastovky)
- 1974 : Lide z metra
- 1977 : Talíre nad Velkým Malíkovem
- 1978 : Mladý muz a bílá velryba
- 1979 : Le Cas Lapin (Causa králík)
- 1980 : Úteky domu
- 1980 : Svet Alfonse muchy
- 1981 : Opera ve vinici
- 1982 : Neúplné zatmění
- 1984 : Prodlouzený cas
- 1984 : Katapult
- 1986 : Lev s bílou hrívou
- 1987 : Po zarostlem chodnícku
- 1991 : Beschreibung eines Kampfes
- 1991 : Labyrinth
- 1992 : Rekviem za ty, kteri prezili (documentaire)
- 1994 : Helimadoe
- 1995 : Ucitel tance
- 1999 : Dvojrole

### Courts métrages de cinéma
- 1958 : Horecka (documentaire)
- 1959 : Strejda
- 1960 : Stopy
- 1960 : Sál ztracených kroku
- 1962 : Don Spagát
- 1965 : Srub
- 1966 : Obcan Karel Havlícek
- 1967 : Hra na krále
- 1968 : Don Juan 68
- 1969 : Tribunál (documentaire)
- 1969 : Dedácek (documentaire)
- 1969 : Cesta do Prahy Vincence Mostka a Simona Pesla z Vicnova l.p. 1969
- 1973 : Kasar
- 1974 : Il Divino Boemo

### Télévision
- 1973 : Leoš Janáček
- 1976 : Die Insel der Silberreiher
- 1979 : Zápisník zmizelého
- 1980 : Bohuslav Martinů
- 1982 : Kouzelná Praha Rudolfa II
- 1985 : Milos Forman - Das Kuckucksei
- 1987 : Sidney Lumet: I Love New York
- 1987 : F. Murray Abraham
- 1988 : Nadeje má hluboké dno
- 1990 : Antonín Dvořák (mini-série)
- 1992 : Hudba a víra (documentaire)
- 1992 : Hudba a bolest (documentaire)